# نادي كويابا
نادي كويابا هو نادي كرة قدم برازيلي من مدينة كويابا، أسس النادي في 2001.